# Óscar Perea
Óscar Andrés Perea Abonce (ur. 27 września 2005 w Pereirze) – kolumbijski piłkarz występujący na pozycji skrzydłowego, od 2024 roku zawodnik francuskiego Strasbourga.